# Silvia Mariscal
Silvia Mariscal nascida Silvia Ramírez Aguillar (Cidade do México,28 de abril de 1946) é uma atriz mexicana. Ganhou repercussão, no Brasil, por participar de telenovelas da rede Televisa, principalmente em As Tontas não vão ao Céu e em Teresa.

## Trajetória

### Telenovelas
| Ano       | Telenovela                           | Papel                         |
| --------- | ------------------------------------ | ----------------------------- |
| 2022      | Vencer la ausencia                   | Claudia Luna Vda. de Noriega  |
| 2019      | Ringo                                | Teresa Rojas Vda. de Ramírez  |
| 2018      | José José: El Príncipe de la Canción | Mãe de Lucero                 |
| 2016      | El hotel de los secretos             | Elisa Saviñón Vda. de Vergara |
| 2014      | La malquerida                        | Elena Reyes Vda. de Maldonado |
| 2013-2014 | De que te quiero, te quiero          | Luz Suárez Vda. de Medina     |
| 2011-2012 | Amorcito corazón                     | Sara Valencia Vda. de Cordero |
| 2010-2011 | Teresa                               | Regina Aguirre de Chaves      |
| 2008      | Las tontas no van al cielo           | Isabel de López-Carmona       |
| 2007      | Muchachitas como tú                  | Маrtha Sánchez-Zúñiga         |
| 2006-2007 | La fea más bella                     | Mãe de Luigi                  |
| 2003      | Velo de novia                        | Leticia Robleto               |
| 2002      | Así son ellas                        |                               |
| 2001      | El juego de la vida                  | Sara Domínguez                |
| 2001      | Navidad sin fin                      | Doña Isabel                   |
| 2000      | Mi destino eres tú                   | María Suárez de Galindo       |
| 1999      | Cuento de navidad                    | Lucha                         |
| 1998      | La mentira                           | Leticia "Lety"                |
| 1997      | Alguna vez tendremos alas            | Silvia de Nájera              |
| 1995      | Alondra                              | Mercedes                      |
| 1993      | Capricho                             | Mercedes de Aranda            |
| 1991      | Vida robada                          | Daniela                       |
| 1990      | Cenizas y diamantes                  | Andrea                        |
| 1989      | Morir para vivir                     | Elena                         |
| 1988      | El rincón de los prodigios           | Soledad                       |
| 1984      | Aprendiendo a vivir                  | Martha                        |
| 1984      | Lagrimas de amor                     | Cecilia                       |
| 1978      | Rosalía                              | Carmen                        |
| 1989      | Acompáñame                           | Adriana                       |
| 1975      | El milagro de vivir                  | Tere                          |
| 1974      | El chofer                            | María                         |
| 1971      | Lucía Sombra                         | Teresa                        |

### Programas
- Como dice el dicho (2015)
  - Cuando Dios cierra todas las puertas (2015) - Mercedes
- Mujeres asesinas (2009-2010)
  - Maria, Fanática (2010) - Rosa
  - Clara, fantasiosa (2009) - Perla
- La rosa de Guadalupe (2009)
  - Por amor (2009) - Rosario
- Destinos (1994) - Gloria